# Takashi Taniguchi (Materialwissenschaftler)
Takashi Taniguchi (* um 1959) ist ein japanischer experimenteller Festkörperphysiker und Materialwissenschaftler.
Taniguchi wurde am Tokyo Institute of Technology promoviert.
Er ist Fellow des National Institute for Materials Science (NIMS) in Tsukuba und dort Spezialassistent des Direktors und Direktor des International Center for Materials Nanoarchitectonics. Er war Präsident der Japanese Society of High Pressure Science.
Taniguchi befasst sich mit Materialien unter hohem Druck und hoher Temperatur und speziell Diamant und Bornitrid als superharten Materialien, die als Schleifmittel weit verbreitet sind, und Materialien mit großer Bandlücke sind, mit zweidimensionalen Gittern von Graphen und Bornitrid und ihrer Verwendung in der Elektronik. Bornitrid (in hexagonaler kristalliner Form) ist wegen der großen Bandlücke auch ein Kandidat für Ultraviolett-Halbleiterlaser.
Er arbeitete häufig zusammen mit Kenji Watanabe, der ebenfalls am NIMS in Tsukuba tätig ist (etwas früher als Taniguchi) und drei Jahre jünger ist. Beiden gelang mit Hochdruckpressen die Herstellung von ultrareinem hexagonalem Bornitrid, womit sie ab den 2010er Jahren Labore weltweit versorgten und damit auch zu den meistzitierten Wissenschaftlern in ihrem Bereich gehörten. Allein zwischen 2011 und 2019 waren sie an 52 Science und Nature Artikeln als Ko-Autoren beteiligt.
Er fand mit Watanabe und anderen Kollegen, dass sich hexagonales Bornitrid gut als Substrat von Graphen auf Chips eignet, im Gegensatz zu dem üblichen Siliziumdioxid, wobei die besonderen elektronischen Eigenschaften von Graphen erhalten bleiben. Dabei beschrieben sie auch Herstellungstechniken von solchen Nanoarchitekturen mit Graphenschichten. Dadurch wurden sie auch in der Graphenforschung bekannt (ursprünglich waren weder Watanabe noch Taniguchi dort aktiv). Er fand mit Watanabe und anderen auch eine Möglichkeit punktförmige elektrische Kontakte zu zweidimensionalen Gittern wie dem von Graphen und Bornitrid herzustellen, was die Anwendung in der Elektronik weiter beförderte.
In einer weiteren viel zitierten Arbeit untersuchten sie unkonventionelle Supraleiter (also solche die nicht durch den BCS-Mechanismus erklärt werden können) über eine Simulation mit zwei Graphen-Schichten, die in einer Doppelschicht leicht zueinander verdreht sind. Bei bestimmten „magischen“ Winkeln (wie dem kleinsten von rund 1,1 Grad) zeigte sich Supraleitung bei einer relativ hohen Sprungtemperatur von 1,7 Kelvin mit einem Phasendiagramm von Temperatur und Ladungsträgerdichte (die Materialien waren zusätzlich mit Ladungsträgern dotiert) wie bei Kupferoxid-Hochtemperatursupraleitern. Die Sprungtemperatur war dabei in Relation zur sehr niedrigen Fermi-Energie der Gitter zu sehen und reihte sie unter die Supraleiter mit der stärksten bekannten Kopplung zwischen den Elektronenpaaren des supraleitenden Zustands ein. Die beiden Graphen-Supergitter, die über van der Waals-Kräfte gekoppelt sind, zeigen dem Mott-Isolator-Übergang ähnliches Auftreten zweier korrelierter isolierender Zustände bei halber Füllung. Sie sind durch den Winkel und die Dotierung durchstimmbar und eignen sich damit für Simulationsexperimente von Hochtemperatursupraleitern.
Er war mit Watanabe an hochzitierten Veröffentlichungen unter anderem über massive Dirac-Fermionen, Schmetterlingsstrukturen nach Douglas Hofstadter und den fraktionalen Quantenhall-Effekt in Supergittern wie dem von Graphen beteiligt. Außerdem untersuchte sie die Eigenschaften von zweidimensionalen Supergittern wie dem von Graphen für lichtemittierende Dioden.
2022 wurde er mit Watanabe bei den Clarivate Citation Laureates als hochzitierter Wissenschaftler im Bereich Physik aufgenommen. Für 2023 wurde beiden der James C. McGroddy Prize for New Materials zugesprochen.